# Twin Peaks (album de Mountain)
Pour les articles homonymes, voir Twin Peaks.
Albums de Mountain
The Best of Mountain
(1973) Avalanche
(1974)
Twin peaks est un album de Mountain enregistré en 1973 à Osaka Koseinenkin hall  sorti en 1974 (double album vinyle)

## Titres
1. Never in my life
2. Theme for an imaginary western
3. Blood of the sun
4. Guitar solo
5. Nantucket sleigh ride (part 1)
6. Nantucket sleigh ride (conclusion)
7. Crossroader
8. Mississippi queen
9. Silver paper
10. Roll Over Beethoven